# Akbar Khazaei
Akbar Khazaei (in persiano اکبر خزایی‎; Teheran, 11 agosto 1980) è un culturista iraniano. è il primo e unico giudice internazionale professionista di bodybuilding iraniano. È stato prima giudice dilettante internazionale della Federazione internazionale di bodybuilding e fitness ( IFBB ), e in seguito è stato nominato primo giudice professionista delle competizioni di bodybuilding IFBB PRO di nazionalità iraniana.

## Primi anni vita e carriera amatoriale
Akbar Khazaei si interessò al Taekwondo nel 1989 all'età di 9 anni, e iniziò a lottare nel 1993 quando ne aveva 13. Nel 1994, quando aveva solo 14 anni, scelse il bodybuilding e successivamente si concentrò esclusivamente sugli studi scientifici relativi al bodybuilding in questo campo. Nel 2001, Khazaei ha partecipato per la prima volta alle gare provinciali di bodybuilding e ha vinto la medaglia d'oro alla Teheran  Bodybuilding Competition. Successivamente ha vinto diversi titoli nelle competizioni di bodybuilding nella provincia di Teheran, Tuttavia ha dovuto ritirarsi dalle competizioni di bodybuilding a causa di un infortunio alla coscia della gamba, e ha iniziato a lavorare come allenatore. 
Akbar Khazaei ha sposato Akram Azizi nel 2002. Ha una figlia di nome Ghazaleh e un figlio di nome Parsa

### Nomina a giudice ufficiale IFBB
Nel 2006 ottiene un certificato per esercitare le funzioni di Giudice  nelle competizioni di bodybuilding dalla Federazione Iraniana di Bodybuilding. Nel 2007, prendendo parte ai corsi di giudice IFBB in Thailandia, riceve il Permesso di Giudizio IFBB e il libro degli arbitri della Federazione Asiatica di Bodybuilding e Fisica (ABBF) da questa Confederazione. In questo modo, all'età di 27 anni, riesce adottenere la carica del più giovanegiudice internazionale asiatico. Successivamente, Khazaei viene nominato primo allenatore della squadra nazionale iraniana di fitness nel 2013. Nel 2015 viene nominato giudice internazionale della International Federation of Bodybuilding and Fitness Federation ( IFBB ). Da allora inizia la fama di questo giudice di bodybuilding con la sua attività nella professione di giudice internazionale di bodybuilding.

## Giudice IFBB PRO
Nel 2022, Akbar Khazaei lascia la professione di giudice dilettante entrando in IFBB PRO ed inizia ad operare come unico giudice professionista internazionale iraniano, detenendo una tessera di giudice professionista dell'IFBB, una posizione di grande importanza nel giudizio professionale IFBB PRO dato che poche persone al mondo sono state nominate giudici professionisti di bodybuilding,  Akbar Khazaei è il primo e unico iraniano ad essere un giudice professionista a livello internazionale per le gare di bodybuilding a livello IFBB PRO
Akbar Khazaei giudica diverse competizioni di bodybuilding tra cui Mr. Olympia in Tunisia, Iraq e Pakistan così come la Ashour Classic in Libia . Dopo molte partecipazioni come giudice attira l'attenzione dei funzionari delle competizioni di bodybuilding (NPC), e da allora rientra tra i giudici professionisti a livello mondiale.
Attualmente vive in Iran come giudice professionista di bodybuilding IFBB PRO e viene inviato in diversi paesi per giudicare gare di bodybuilding professionistico e gare amatoriali e professionali di Mr. Olympia . Inoltre, è a capo degli allenatori in una palestra di fitness e bodybuilding a Teheran.

### Visto degli Stati Uniti per giudicare Mr.Olympia 2022 a Las Vegas
Nel 2022, Khazaei è stato invitato a giudicare l'American National Physique Committee (NPC) Bodybuilding Competition e il Las Vegas Mr. Olympia  del 2022, ma l'ambasciata americana in Oman ha rifiutato la sua domanda di visto di ingresso nel territorio USA, quindi non è stato possibile per lui essere presente a giudicare queste competizioni professionali.

### Competizioni di bodybuilding in Marocco
Akbar Khazaei è stato invitato a giudicare la competizione NPC 2023 del Marocco, i campioni di questa competizione possono partecipare alle competizioni richieste per partecipare alla competizione US Master Olympia ottenendo una tessera professionale.

## Elenco di gare di bodybuilding nazionali e internazionali giudicate
- Giudice e giudice capo delle competizioni provinciali e nazionali in Iran/ Dal 2006 al marzo 2022
- Giudizio internazionale di tutte le competizioni IFBB Diamond Cup/ Dal 2005 al 2009
- Giudice internazionale e professionale delle competizioni IFBB PRO Mr. Olympia in Tunisia/Secondo e terzo trimestre del 2022[9][13]
- Giudice internazionale e professionale delle competizioni IFBB PRO Ashour Classic in Libia/Secondo e terzo trimestre del 2022[17][18]
- Giudice internazionale e professionale IFBB PRO Muscle Show internazionale di giudici professionisti in Iraq, Sulaymaniyah 2022[34][35]
- Giudice internazionale e professionale delle competizioni IFBB PRO Mr. Olympia in Pakistan, Islamabad/Secondo e terzo trimestre del 2022[36][37]
- Giudice internazionale e professionale delle competizioni IFBB PRO Ashour Classic in Libia/ dicembre 2022[38][39]
- Giudice internazionale e professionale delle competizioni IFBB PRO Mr. Olympia in Tunisia/dicembre 2022[40][41]
- Giudice internazionale e professionale IFBB PRO Muscle Show internazionale di giudici professionali in Iraq, Sulaymaniyah 2023[42][43]

### Riconoscimenti e qualificazioni
I principali riconoscimenti di Akbar Khazaei quale giudice professionista internazionale includono quanto segue:
- Miglior allenatore iraniano nel 2011
- Ex allenatore della nazionale iraniana di fitness nel 2013
- Laureato presso l'Università islamica di Azad, filiale di Yadgar-e-Imam, nella specializzazione in Educazione fisica e scienze dello sport
- Giudice internazionale di bodybuilding del Comitato olimpico nazionale iraniano
- Giudice di 1º grado della Confederazione Asiatica di Bodybuilding
- Allenatore di bodybuilding di 1º grado del Ministero iraniano dello sport e della gioventù e della Federazione iraniana di bodybuilding
- Allenatore internazionale di bodybuilding del Ministero iraniano dello sport e della gioventù e della Federazione iraniana di bodybuilding
- Istruttore di bodybuilding e fitness presso la FIMA University of England
- Tecnico dei talenti sportivi dell'Australian ISAC Association
- Il primo e unico giudice professionista del bodybuilding professionistico IFBB in[48][49]
- Essere in possesso della carta di giudizio professionale internazionale IFBB PRO[50][51]
- Allenatore professionista di bodybuilding NPC[34][52]
- Insegnamento Master in Bodybuilding Coaching[53]